# Dret de rebel·lió
En filosofia política, el dret de rebel·lió o dret a la revolució és el dret o el deure del conjunt d'una nació d'enderrocar un govern que actuï en contra dels seus interessos comuns i/o posi en perill la seguretat de les persones sense causa probable. Emprat al llarg de la història d'una manera o altra, la creença en aquest dret s'ha utilitzat per justificar diverses revolucions, incloent la Guerra Civil Anglesa, la Revolució Americana i la Revolució Francesa.